# Ӿ
Ӿ、ӿは、キリル文字のひとつで、Хに横線を重ねたものである。ニヴフ語で用いられる。

## 呼称
- ニヴフ語：不詳

## 音価
無声声門摩擦音 /h/ を表す。これは、日本語のは、へ、ほの子音や英語のhの音にあたる。

## アルファベット上の位置
ニヴフ語アルファベットの36文字目である。ただし、アムール方言では Ӷ や Ў の文字を使用しないため、34文字目となる(詳細)。

## 符号位置
| 大文字 | Unicode | JIS X 0213 | 文字参照        | 小文字 | Unicode | JIS X 0213 | 文字参照        | 備考 |
| ------ | ------- | ---------- | --------------- | ------ | ------- | ---------- | --------------- | ---- |
| Ӿ      | U+04FE  | ‐          | &#x4FE; &#1278; | ӿ      | U+04FF  | ‐          | &#x4FF; &#1279; |      |